# Gare de Pignans
Gare de Pignans – przystanek kolejowy w Pignans, w departamencie Var, w regionie Prowansja-Alpy-Lazurowe Wybrzeże, we Francji.
Jest przystankiem kolejowym Société nationale des chemins de fer français (SNCF), obługiwanym przez pociągi TER Provence-Alpes-Côte d’Azur.